# Pipistrellus minahassae
Pipistrellus minahassae är en fladdermusart som först beskrevs av A. Meyer 1899.  Pipistrellus minahassae ingår i släktet Pipistrellus och familjen läderlappar. IUCN kategoriserar arten globalt som otillräckligt studerad. Inga underarter finns listade i Catalogue of Life.
Denna fladdermus är bara känd från en mindre region på norra Sulawesi. Vid upptäckten noterades inte i vilket habitat arten lever.
Arten har ungefär en kroppslängd (huvud och bål) av 59 mm, en svanslängd av 37 mm, en underarmlängd av 36 mm, cirka 14 mm långa öron och cirka 10 mm långa bakfötter. Den korta och mjuka pälsen har på ovansidan en mörkbrun färg och undersidan är ljusare brun. En tredjedel av överarmen är täckt av hår. Pipistrellus minahassae har för släktet ganska små öron med en tragus som har en avrundad spets. Artens flygmembran är svartaktig och endast en liten del av svansen ligger utanför svansflyghuden.